# Кріс Сквайр
Кріс Сквайр (англ. Chris Squire; 4 березня 1948, Лондон, Велика Британія — 28 червня 2015, Фінікс, Аризона, США) — бас-гітарист гурту Yes.
Цей надзвичайно обдарований бас-гітарист, що понад два десятиріччя був пов'язаний з гуртом Yes, свою музичну кар'єру розпочав у формації The Selfs, яка незабаром отримала назву The Syn. 1967 року цей гурт, до складу якої входив також майбутній гітарист гурту Yes Пітер Бенкс, записав два сингли — «Created By Clive» та «Flowerman» для фірми «Deram», після чого Сквайр та Бенкс опинились у формації Mabel Greer's Toyshop. Там Сквайр познайомився з талановитим вокалістом і композитором Джоном Андерсоном, з яким 1968 року вони вирішили утворити Yes. Склад Yes протягом 1970-х років часто зазнавав змін, проте Сквайр послідовно виконував роль «музичного фундаменту» групи.
У середині 1970-х років учасники гурту Yes дебютували сольними альбомами, серед яких авторський лонгплеи Сквайра «Fish Out Of Water» був сприйнятий найкраще. 1977 року Сквайр зіграв разом з колишнім ударником Yes Аланом Вайтом на сольному альбомі Ріка Вейкмена «Criminal Record».
Завдяки дуже зрілій музиці, гурт Yes став живою легендою прогресивного року, а Сквайр швидко перетворився на ведучого британського майстра бас-гітари. Однак гурт потрапив в пастку занадто великих сподівань, внаслідок чого, наприклад, з'явився довгий і претензійний альбом «Tales From Topographic Oceans».
1981 року плітки про розпад гурту підтвердились і Сквайр разом з Байтом вирішили створити новий супергурт XYZ, запросивши Роберта Планта та Джиммі Пейджа з Led Zeppelin. Однак ці наміри не перетворилися на реальність, а єдиним наслідком співпраці Сквайра і Байта став ефемерний дует Camera, який записав 1982 року невдалий сингл «Run With The Fox». Того ж року обидва музиканти утворили гурт Cinema, запросивши ще й гітариста Тревора Рейбіна та клавішника Тоні Кейя. А незабаром до складу Cinema приєднався Джон Андерсон і музиканти повернули собі стару назву — Yes.
1988 року гурт розпався на два табори, які у судовому залі відсуджували собі право на використання назви. Остаточно це право здобув Сквайр, тому іншим — Андерсону, Бруфорду, Вейкману та Хоу — довелось у назві свого гурту використовувати лише свої прізвища. Проте 1991 року опоненти порозумілися без судових засідань, внаслідок чого з'явився альбом гурту Yes «Union».
1995 року Сквайр разом з Андерсоном знову виступив ініціатором відтворення діяльності гурту Yes і він зібрався в одному зі своїх найкращих складів — з Хоу, Вейкменом та Байтом.

## Дискографія
- 1975: Fish Out Of Water

1. ↑  Montreux Jazz Festival Database